# Halvmånetid
Halvmånetid er et album fra 1983 indspillet af Trille og udgivet på pladeselskabet Harlekin Musik (HMLP 4317). Albummet blev oprindeligt udgivet som LP, men blev genudgivet på CD i 2010 i bokssættet Hele Balladen.

## Sange

### Side 1
1. Halvmånetid  4:22
2. Søde Søster  5:26
3. Ja, Hvis Du Ikke Fandtes  4:24
4. Pindsvin Uden Pigge  3:59
5. Brød I Ovnen  4:19

### Side 2
1. Alles Liv For Alle  6:38
2. En Lille Mus På Vejen  3:02
3. Drømmedræber  5:17
4. Kæreste Venner 3:24
5. Så Synes Jeg Det Er Godt  5:30